# Биогеохимический цикл
Биогеохимический цикл (круговорот веществ) — система незамкнутых и необратимых круговоротов веществ в биотических (биосфера) и абиотических (литосфера, атмосфера и гидросфера) частях Земли. Этот повторяющийся процесс взаимосвязанного преобразования и перемещения веществ в природе имеет циклический характер, происходит при обязательном участии живых организмов и часто нарушается человеческой деятельностью. Является основным свойством, характерной чертой биосферы.
Принцип круговорота веществ в природе сформулирован в середине XIX века Ю. Либихом и Ж. Б. Буссенго. Термин «биогеохимический цикл» был введён в 1910-х годах В. И. Вернадским, разработавшим теоретические основы биогеохимической цикличности в учении о биосфере и трудах по биогеохимии.
Движущими силами биогеохимических циклов служит энергия Солнца и деятельность «живого вещества» (совокупности всех живых организмов), приводящие к перемещению огромных масс химических элементов, концентрированию и перераспределению аккумулированной в процессе фотосинтеза энергии. Используя неорганические вещества, автотрофы (зелёные растения) за счёт энергии Солнца создают органические вещества, которые другими живыми существами (гетеротрофами-потребителями и деструкторами) разрушается, с тем чтобы продукты этого разрушения могли быть использованы растениями для новых органических синтезов. Благодаря круговороту веществ возможно длительное существование и развитие жизни при ограниченном запасе доступных химических элементов.
Нормальные (ненарушенные) биогеохимические циклы в биосфере не являются замкнутыми, хотя степень обратимости годичных циклов важнейших биогенных элементов достигает 95—98%. Неполная обратимость (незамкнутость) является одним из важнейших свойств биогеохимических циклов, имеющая планетарное значение. Процессы превращения вещества имеют определённое поступательное движение, поскольку не происходит полного повторения циклов, всегда имеются те или иные изменения в количестве и составе образующихся веществ. Часть вещества в повторяющихся процессах превращения рассеивается и отвлекается в частные круговороты или захватывается временными равновесиями, а другая часть, которая возвращается к прежнему состоянию, имеет уже новые признаки.
Важная роль в глобальном круговороте веществ принадлежит циркуляции воды между океаном, атмосферой и верхними слоями литосферы. Вода испаряется и воздушными течениями переносится на значительные расстояния. Выпадая на поверхность суши в виде осадков, она способствует разрушению горных пород, делая их доступными для растений и микроорганизмов, размывает верхний почвенный слой и проникает вместе с растворёнными в нём химическими соединениями и взвешенными органическими частицами в океаны и моря.
Наибольшее значение в биогенном цикле имеют такие циклы:
- круговорот воды
- круговорот азота
- круговорот углерода
- круговорот кислорода
- круговорот серы
- круговорот фосфора